# Manzini Wanderers F.C.
Manzini Wanderers là một câu lạc bộ bóng đá Eswatini đến từ Manzini. Đây là một trong những đội bóng lâu đời nhất của vương quốc Eswatini, thi đấu ở Giải bóng đá ngoại hạng Eswatini. Câu lạc bộ có 6 lần vô địch, vô địch 1 lần Cúp bóng đá Eswatini, vô địch Swazi Trade fair Cup 6 lần và Cúp Từ thiện Swazi 3 lần. Câu lạc bộ từng là chỗ dựa của bóng đá Eswatini trong thời gian dài và được xem là một trong những câu lạc bộ lớn nhất đất nước.
Câu lạc bộ được thành lập năm 1957 với tên gọi Shooting Stars bởi các thành viên sáng lập lúc đó bao gồm Raphael 'Four-four' Nxumalo, Bruno Magongo, Sihhodlane Dlamini, Pat Fakudze và Sam Dlamini cùng nhiều cầu thủ khác không nhắc đến ở đây. Năm 1959, câu lạc bộ đổi tên thành Manzini Wanderers vì ảnh hưởng của đội bóng Anh Wolverhampton Wanderers F.C.. Câu lạc bộ có trang phục màu hạt dẻ và trắng.

## Thành tích
- Giải bóng đá ngoại hạng Eswatini: 6

1983, 1985, 1987, 1999, 2002, 2003.
- Cúp bóng đá Eswatini: 1

1984.
- Cúp Từ thiện Swazi: 3

2002, 2003, 2005.
- Swazi Trade Fair Cup: 6

1984, 1985, 1986, 1993, 1996, 2000.

## Thành tích ở các giải đấu CAF
- African Cup of Champions Clubs: 3 lần

1984 – Vòng Sơ loại
1986 – Vòng Sơ loại
1988 – Vòng Một
- CAF Cup Winners' Cup: 1 lần

1985 – Vòng Một

## Đội hình hiện tại
Ghi chú: Quốc kỳ chỉ đội tuyển quốc gia được xác định rõ trong điều lệ tư cách FIFA. Các cầu thủ có thể giữ hơn một quốc tịch ngoài FIFA.
| Số | VT | Quốc gia | Cầu thủ            |
| -- | -- | -------- | ------------------ |
| 16 | TM | Ghana    | Innocent Adjah     |
| 2  | HV | Eswatini | Sihle Mkhonta      |
| 3  | HV | Eswatini | Sanele Mngomezulu  |
| 4  | HV | Eswatini | Mpendulo Dlamini   |
| 5  | HV | Eswatini | Jose Machado       |
| 6  | TV | Eswatini | Colani Dlamini     |
| 7  | TV | Eswatini | Mhlengi Mngomezulu |
| 8  | TV | Eswatini | Mpendulo Ngidi     |
| 9  | TĐ | Eswatini | Buhle Msibi        |
| 9  | TĐ | Eswatini | Sicelo Simelane    |
| 10 | TV | Eswatini | Njabulo Magongo    |
| 11 | TĐ | Eswatini | Zakhele Vilane     |
| 12 | TM | Eswatini | Sandile Dlamini    |
| 13 | TĐ | Eswatini | Kwanele Dlamini    |

| Số | VT    | Quốc gia         | Cầu thủ                         |
| -- | ----- | ---------------- | ------------------------------- |
| 14 | DF/MF | Eswatini         | Lwazi Shana Maziya (Đội trưởng) |
| 15 | TĐ    | Eswatini         | Majahesibili Ndlovu             |
| 15 | TV    | Eswatini         | Leon Manyisa                    |
| 16 | TV    | Ghana            | Mensah Johnson                  |
| 17 | HV    | Eswatini         | Neliswa Dlamini                 |
| 19 | HV    | Eswatini         | Menzi Gamedze                   |
| 23 | TV    | Eswatini         | Mpendulo Magagula               |
| 24 | TĐ    | Eswatini         | Menzi Jonathan Ngwenya          |
| 25 | TM    | Eswatini         | Mamba Ncedo Malibongwe          |
| 28 | TĐ    | Eswatini         | Mfanufikile Ndzimandze          |
| 52 | HV    | Cộng hòa Nam Phi | Thami Zulu                      |
| 55 | TĐ    | Cameroon         | Laurent Abah                    |
| 66 | TV    | Bénin            | Abboudou Chafiou Houessou       |

Bản mẫu:Giải bóng đá ngoại hạng Eswatini